# Dissochaeta reformata
Dissochaeta reformata är en tvåhjärtbladig växtart som beskrevs av Carl Ludwig von Blume. Dissochaeta reformata ingår i släktet Dissochaeta och familjen Melastomataceae. Inga underarter finns listade i Catalogue of Life.